# Here Comes Peter Cottontail: The Movie
Here Comes Peter Cottontail: The Movie is een animatiefilm uit 2006. De première was op 14 april 2006, op Cartoon Network. In de hoofdrol spelen onder andere Miranda Cosgrove, Tom Kenny, Roger Moore en Molly Shannon. De film duurt 71 minuten en is geregisseerd door Mark Gravas. Het script is geschreven door Thornton W. Burgess.

## Rolverdeling
| Acteur            | Rol                                                                          |
| ----------------- | ---------------------------------------------------------------------------- |
| Tom Kenny         | Peter Cottontail / Junior / Antoine                                          |
| Roger Moore       | January Q. Irontail                                                          |
| Chris Cox         | Jackie Frost / Munch / Sophie / Donna Cottontail / Mama Robin / Mother Mouse |
| Christopher Lloyd | Seymour S. Sassafrass                                                        |
| Kenan Thompson    | Flutter                                                                      |
| Greg Berg         | Montresor                                                                    |
| David Koechner    | Elroy / Wind                                                                 |
| Dee Bradley Baker | Chunk                                                                        |